# Ceroula de Olinda
A Troça Carnavalesca Ceroula de Olinda é uma agremiação carnavalesca sediada na cidade de Olinda, em Pernambuco, no Brasil.
Foi fundada em 5 de janeiro de 1962 por cinco foliões, a saber, Antonio Aurélio Sales (Cabela), Arthur Ferreira, Gilvan Gonçalves, Lúcio, Jamones Góes e Lucilo Araújo.

## Hino
Seu hino foi composto por Milton Bezerra de Alencar e é um dos mais conhecidos e tocados em Pernambuco, principalmente durante o carnaval.
| “ | Eu vou este ano à Lua Não é privilégio, Foguete já tem Eu quero ver se o carnaval de rua Collin, Aldrin e Armstrong falam que vai bem Eu quero ver se tem troça que escolha Como em Olinda que tem a Ceroula Mas se tiver para mim é legal Passarei lá na Lua todo o Carnaval Mas se tiver para mim é legal Passarei lá na Lua todo o Carnaval. | ” |